# Jevgenij Nabokov
Jevgenij Viktorovič Nabokov (* 25. července 1975, Öskemen, Sovětský svaz) je bývalý ruský hokejový brankář, narozený v dnešním Kazachstánu. Kariéru zakončil jako člen týmu NHL Tampa Bay Lightning.

## Kariéra

### Rusko a nižší ligy
Skaut San José viděl Nabokova, když v Rusku sledoval jiného hráče. O Nabokova v draftu nebyl zájem a Sharks si jej vybrali až v devátém kole Vstupního draftu NHL 1994, ale spíše z toho důvodu, že znali jeho otce, jenž chytal jako brankář 18 let v Kazachstánu.

### San José Sharks
Po několika letech v AHL debutoval Nabokov 1. ledna 2000 v NHL, poté co nahradil brankáře Stevea Shieldse v zápase proti Nashvillu Predators. Od začátku chytal v zápase NHL poprvé 19. ledna 2000 proti Coloradu Avalanche a slavnému brankáři Patricku Royovi. Podal excelentní výkon a 39 zákroky přispěl k bezbrankové remíze 0:0.
V druhém zápase sezóny 2000-01 se zranil první brankář Sharks Steve Shields. Místo, aby Sharks do branky pustili nadějného brankáře Miikku Kiprusoffa, tak nasadili Jevgenije Nabokova. Nabokov se jim odvděčil výtečnou sezónou, za kterou získal Calder Memorial Trophy pro nováčka roku. Také hrál v NHL All-Star Game 2001 a pomohl klubu San José do playoff.
10. března 2002 vstřelil jako první brankář v historii gól v přesilové hře v zápase proti Vancouveru Canucks.
Nabokov byl považován za jednoho z nejelitnějších brankářů NHL a byl často nominován mezi 10 ne-li 5 nejlepších brankářů časopisy jako ESPN magazine, nebo Hockey News. Nicméně v sezóně 2005-06 měl horší procento úspěšnosti (pod 90 %) a trenér jej pasoval do role náhradního brankáře a jako jedničku zvolil Vesu Toskalu.
Nabokov známý svojí pozičností a schopností číst střelce byl v sezoně 2006-07 brzděn zraněním třísel. V počátku sezóny se střídal v zápasech s Vesou Toskalou, přesto odchytal od začátku 49 zápasů. Během sezóny 2007-08 odchytal prvních 43 zápasů než ho 13. ledna 2008 nahradil proti Anaheimu Ducks Thomas Greiss, který si tak mohl odchytat svůj první zápas v NHL.
Nabokov byl vyznamenán jako jedna ze tří hvězd posledního týdne v prosinci 2007 společně s Alexandrem Ovečkinem a Jaromírem Jágrem.
27. ledna 2008 hrál po druhé v NHL All-Star Game. Ve druhé části chytil všech osm střel a byl tak prvním brankářem od roku 2002, který nedostal ve třetině All-Star Game žádný gól, když oním posledním brankářem byl Nikolaj Chabibulin. 4. května 2008 předvedl Nabokov v playoff zákrok při kterém chytil střelu Brada Richardse z Dallasu Stars a tento zákrok byl vyhlášen zákrokem desetiletí. Zápas, který Dallas nakonec vyhrál byl 8. nejdelším zápasem v historii NHL.
V průběhu sezóny 2008-09 vychytal Nabokov 41 vítězství a Sharks skončili na prvním místě západní konference. Přesto byli Sharks vyřazeni už v prvním kole playoff Anaheimem Ducks. 17. října 2009 chytal ve svém 500. zápase NHL, když zastavil 31 střel při vítězství 4:1 nad New York Islanders. 11. února 2010 si vytvořil osobní rekord s 50 chycenými střelami při vítězství 3:2 nad Detroitem Red Wings. Také vytvořil rekord NHL s 11 po sobě jdoucími vítězstvími na hřištích soupeřů.
22. června 2010 potvrdil generální manažer San José Doug Wilson, že Sharks neprodlouží Nabokovovi smlouvu, protože mají plný platový rozpočet a nemohou přesáhnout platový strop. Toto rozhodnutí bylo mezi fanoušky vnímáno rozdílně. Mnohými byl považován za nedílnou součást týmu Sharks.

### SKA Petrohrad
7. července 2010 podepsal smlouvu na 4 roky za 24 000 000 dolarů (asi 432 000 000 kč) s ruským klubem SKA Petrohrad hrajícím v KHL. Po 22 zápasech se Nabokov sešel s vedením a po domluvě bylo médiím sděleno, že se Nabokov z rodinných důvodů vrací do Spojených států amerických.

### New York Islanders
20. ledna 2011 oznámila agentura TSN, že Nabokov podepsal smlouvu s Detroitem Red Wings. Ovšem než mohl nastoupit musel být podle pravidel NHL zapsán na listinu neomezeně volných hráčů a odtud si ho 22. ledna 2011 stáhl tým New York Islanders. Nabokov, který nebyl spokojený s tímto vývojem odmítl nastoupit za Islanders. 25. ledna 2011 vedení Islanders oznámilo, že pozastavují Nabokovovi činnost do konce sezóny 2010-11, protože se nepřipojil k týmu.

### Mezinárodní kariéra
Ačkoliv je ruským občanem, tak potřeboval povolení od Mezinárodní hokejové federace (IIHF), aby mohl reprezentovat Rusko, protože v 19 letech v nižší divizi MSJ 1994 reprezentoval Kazachstán. V roce 2005 mu byl udělen souhlas k reprezentování Ruska na MS, ale Nabokov reprezentovat odmítl. Nabokov se snažil získat povolení kvůli Zimním olympijským hrám 2002, ale povolení neobdržel, kvůli tehdejším pravidlům, která zakazovala hráči reprezentovat 2 různé země. Nabokovovi bylo dovoleno hrát za Rusko na Zimních olympijských hrách 2006 v Turíně, poté co dostal výjimku od IIHF a byl také jmenován do Ruské reprezentace na MS 2008, na kterém vyhrál zlatou medaili. Poté byl jmenován i prvním brankářem Ruska pro Zimní olympijské hry 2010 ve Vancouveru.

## Individuální úspěchy
- Zlatá hokejka - 1994-95
- NHL All-Rookie Team - 2000-01
- Calder Memorial Trophy - 2000-01
- NHL All-Star Game - 2001, 2008
- 1. All-Star Team NHL - 2007-08
- All-Star Tým MS - 2008
- Nejlepší brankář MS - 2008

## Týmové úspěchy
- Zlatá medaile na MS - 2008

## Prvenství
- Debut v NHL - 1. ledna 2000 (Nashville Predators proti San Jose Sharks)
- První inkasovaný gól v NHL - 11. listopadu 2000 (San Jose Sharks proti St. Louis Blues, slovenským útočníkem Michalem Handzušem)
- První čisté konto v NHL - 19. ledna 2001 (Colorado Avalanche proti San Jose Sharks)

## Statistiky

### Základní části
| Sezona       | Tým                                  | Liga         | Z   | V   | P   | R  | Pvp | MIN    | OG    | ČK | POG  | %ChS |
| ------------ | ------------------------------------ | ------------ | --- | --- | --- | -- | --- | ------ | ----- | -- | ---- | ---- |
| 1991–92      | HK Kazcink-Torpedo Usť-Kamenogorsk   | SLLH         | 1   | —   | —   | —  | —   | 20     | 1     | 0  | 3.00 | —    |
| 1991–92      | HK Kazcink-Torpedo Usť-Kamenogorsk 2 | 2.MHL        | 5   | —   | —   | —  | —   | —      | —     | —  | —    | —    |
| 1992–93      | Torpedo Ust–Kamenogorsk              | MHL          | 4   | —   | —   | —  | —   | 109    | 5     | 0  | 2.75 | —    |
| 1992–93      | HK Kazcink-Torpedo Usť-Kamenogorsk 2 | 1.RSL        | 19  | —   | —   | —  | —   | —      | —     | —  | —    | —    |
| 1993–94      | Torpedo Ust–Kamenogorsk              | MHL          | 11  | —   | —   | —  | —   | 539    | 29    | 0  | 3.23 | —    |
| 1994–95      | HK Dynamo Moskva                     | RUS          | 24  | —   | —   | —  | —   | 1265   | 40    | 3  | 1.90 | —    |
| 1994–95      | HK Dynamo Moskva 2                   | 1.RSL        | 2   | —   | —   | —  | —   | —      | —     | —  |      |      |
| 1995–96      | HK Dynamo Moskva                     | MHL          | 39  | —   | —   | —  | —   | 2008   | 67    | 5  | 2.00 | —    |
| 1995–96      | HK Dynamo Moskva 2                   | 1.RSL        | 1   | —   | —   | —  | —   | —      | —     | —  |      |      |
| 1996–97      | HK Dynamo Moskva                     | RSL          | 27  | —   | —   | —  | —   | 1588   | 56    | 2  | 2.12 | —    |
| 1996–97      | HK Dynamo Moskva 2                   | 2.RSL        | 1   | —   | —   | —  | —   | —      | 2     | 0  | —    | —    |
| 1997–98      | Kentucky Thoroughblades              | AHL          | 33  | 10  | 21  | 2  | —   | 1866   | 122   | 0  | 3.92 | .872 |
| 1998–99      | Kentucky Thoroughblades              | AHL          | 43  | 26  | 14  | 1  | —   | 2429   | 106   | 5  | 2.62 | .909 |
| 1999–00      | San Jose Sharks                      | NHL          | 11  | 2   | 2   | 1  | —   | 415    | 15    | 1  | 2.17 | .910 |
| 1999–00      | Cleveland Lumberjacks                | IHL          | 20  | 12  | 4   | 3  | —   | 1164   | 52    | 0  | 2.68 | .920 |
| 1999–00      | Kentucky Thoroughblades              | AHL          | 2   | 1   | 1   | 0  | —   | 120    | 3     | 1  | 1.50 | .952 |
| 2000–01      | San Jose Sharks                      | NHL          | 66  | 32  | 21  | 7  | —   | 3700   | 135   | 6  | 2.19 | .915 |
| 2001–02      | San Jose Sharks                      | NHL          | 67  | 37  | 24  | 5  | —   | 3901   | 149   | 7  | 2.29 | .918 |
| 2002–03      | San Jose Sharks                      | NHL          | 55  | 19  | 28  | 8  | —   | 3227   | 1415  | 3  | 2.71 | .906 |
| 2003–04      | San Jose Sharks                      | NHL          | 59  | 31  | 19  | 8  | —   | 3456   | 127   | 9  | 2.20 | .921 |
| 2004–05      | Metallurg Magnitogorsk               | RSL          | 14  | —   | —   | —  | —   | 808    | 27    | 3  | 2.00 | .927 |
| 2005–06      | San Jose Sharks                      | NHL          | 45  | 16  | 19  | —  | 7   | 2575   | 133   | 1  | 3.10 | .885 |
| 2006–07      | San Jose Sharks                      | NHL          | 50  | 25  | 16  | —  | 4   | 2778   | 106   | 7  | 2.29 | .914 |
| 2007–08      | San Jose Sharks                      | NHL          | 77  | 46  | 21  | —  | 8   | 4561   | 163   | 6  | 2.14 | .910 |
| 2008–09      | San Jose Sharks                      | NHL          | 62  | 41  | 12  | —  | 8   | 3687   | 150   | 7  | 2.44 | .910 |
| 2009–10      | San Jose Sharks                      | NHL          | 71  | 44  | 16  | —  | 10  | 4195   | 170   | 3  | 2.43 | .922 |
| 2010–11      | SKA Petrohrad                        | KHL          | 22  | 8   | 8   | —  | 5   | 1230   | 62    | 2  | 3.02 | .888 |
| 2011–12      | New York Islanders                   | NHL          | 42  | 19  | 18  | —  | 3   | 2378   | 101   | 2  | 2.55 | .914 |
| 2012–13      | New York Islanders                   | NHL          | 41  | 23  | 11  | —  | 7   | 2476   | 103   | 3  | 2.50 | .910 |
| 2013–14      | New York Islanders                   | NHL          | 40  | 15  | 14  | —  | 8   | 2255   | 103   | 4  | 2.74 | .905 |
| 2014–15      | Tampa Bay Lightning                  | NHL          | 11  | 3   | 6   | —  | 2   | 554    | 29    | 0  | 3.15 | .882 |
| Celkem v NHL | Celkem v NHL                         | Celkem v NHL | 697 | 353 | 227 | 29 | 57  | 40,152 | 1,630 | 59 | 2.44 | .911 |

### Play-off
| Sezona       | Tým                     | Liga         | Z  | V  | P  | MIN   | OG  | ČK | POG  | %ChS  |
| ------------ | ----------------------- | ------------ | -- | -- | -- | ----- | --- | -- | ---- | ----- |
| 1994–95      | HK Dynamo Moskva        | MHL          | 13 | —  | —  | 810   | 30  | —  | 2.22 | —     |
| 1995–96      | HK Dynamo Moskva        | MHL          | 6  | —  | —  | 298   | 7   | —  | 1.41 | —     |
| 1996–97      | HK Dynamo Moskva        | RSL          | 4  | —  | —  | 255   | 12  | 0  | 2.82 | —     |
| 1997–98      | Kentucky Thoroughblades | AHL          | 1  | 0  | 0  | 23    | 1   | 0  | 2.59 | .923  |
| 1998–99      | Kentucky Thoroughblades | AHL          | 11 | 6  | 5  | 599   | 30  | 2  | 3.00 | .907  |
| 1999–00      | San Jose Sharks         | NHL          | 1  | 0  | 0  | 20    | 0   | 0  | 0.00 | 1.000 |
| 2000–01      | San Jose Sharks         | NHL          | 4  | 1  | 3  | 218   | 10  | 1  | 2.75 | .903  |
| 2001–02      | San Jose Sharks         | NHL          | 12 | 7  | 5  | 712   | 31  | 0  | 2.61 | .904  |
| 2003–04      | San Jose Sharks         | NHL          | 17 | 10 | 7  | 1053  | 30  | 3  | 1.71 | .935  |
| 2004–05      | Metallurg Magnitogorsk  | RSL          | 5  | —  | —  | 307   | 13  | 0  | 2.53 | .915  |
| 2005–06      | San Jose Sharks         | NHL          | 1  | 0  | 0  | 12    | 4   | 0  | 5.00 | .750  |
| 2006–07      | San Jose Sharks         | NHL          | 11 | 6  | 5  | 701   | 26  | 1  | 2.23 | .920  |
| 2007–08      | San Jose Sharks         | NHL          | 13 | 6  | 7  | 853   | 31  | 1  | 2.18 | .907  |
| 2008–09      | San Jose Sharks         | NHL          | 6  | 2  | 4  | 362   | 17  | 0  | 2.82 | .890  |
| 2009–10      | San Jose Sharks         | NHL          | 15 | 8  | 7  | 890   | 38  | 1  | 2.56 | .907  |
| 2012–13      | New York Islanders      | NHL          | 6  | 2  | 4  | 325   | 24  | 0  | 4.44 | .842  |
| Celkem v NHL | Celkem v NHL            | Celkem v NHL | 86 | 42 | 42 | 5,144 | 208 | 7  | 2.43 | .908  |

### Reprezentace
| Rok                       | Tým                       | Soutěž                    | Z  | V  | P | R | MIN  | OG | ČK | POG  | %ChS |
| ------------------------- | ------------------------- | ------------------------- | -- | -- | - | - | ---- | -- | -- | ---- | ---- |
| 1994                      | Kazachstán                | MS sk.C                   | 3  | —  | — | — | 140  | 6  | —  | 2.57 | .857 |
| 2006                      | Rusko                     | OH                        | 7  | 4  | 2 | 0 | 359  | 8  | 3  | 1.34 | .940 |
| 2008                      | Rusko                     | MS                        | 5  | 5  | 0 | — | 303  | 9  | 2  | 1.78 | .929 |
| 2010                      | Rusko                     | OH                        | 3  | 2  | 1 | — | 144  | 10 | 0  | 4.16 | .853 |
| 2011                      | Rusko                     | MS                        | 4  | 2  | 1 | — | 200  | 12 | 0  | 3.60 | .880 |
| Seniorská kariéra celkově | Seniorská kariéra celkově | Seniorská kariéra celkově | 19 | 13 | 4 | 0 | 1006 | 39 | 5  | 2.33 | .909 |